# باتريك بوافر دارفور

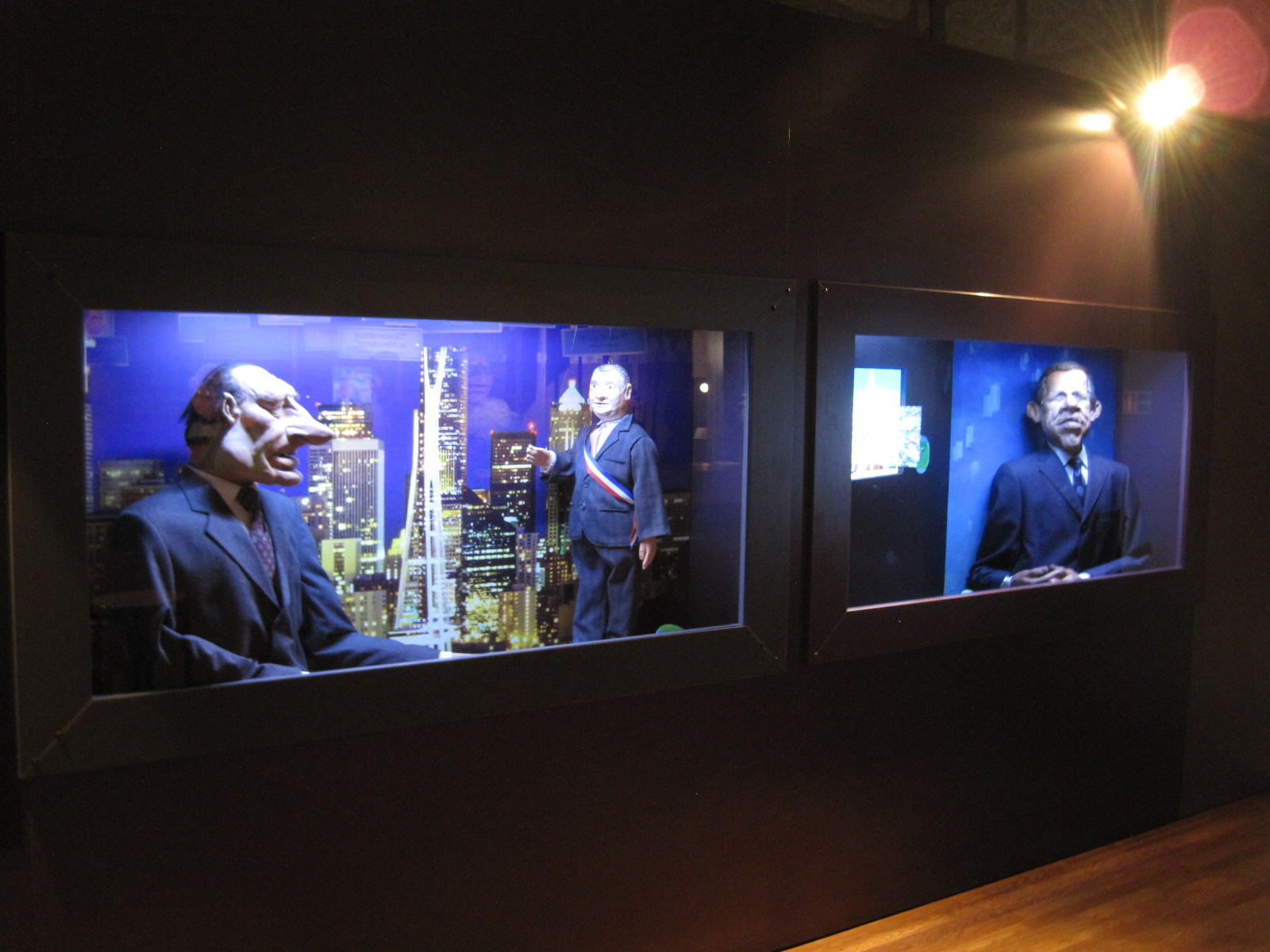
نرى في الصورة دمية جاك شيراك مع دمية مقدم البرامج باتريك بوافر دارفور

باتريك بوافر دارفور (بالفرنسية: Patrick Poivre d'Arvor)‏، صحفي، وكاتب ووجه من وجوه التلفزيون الفرنسي والإعلام الفرنسي، من مواليد 20 سبتمبر /أيلول 1947 في ريمس في إقليم المرن.

## أعماله
باتريك بوافر دارفور هو كاتب غزير الإنتاج له تقريباً ستين عمل أدبي، كما تشارك في كتاب مع شقيقه أوليفيي بوافر دارفور.

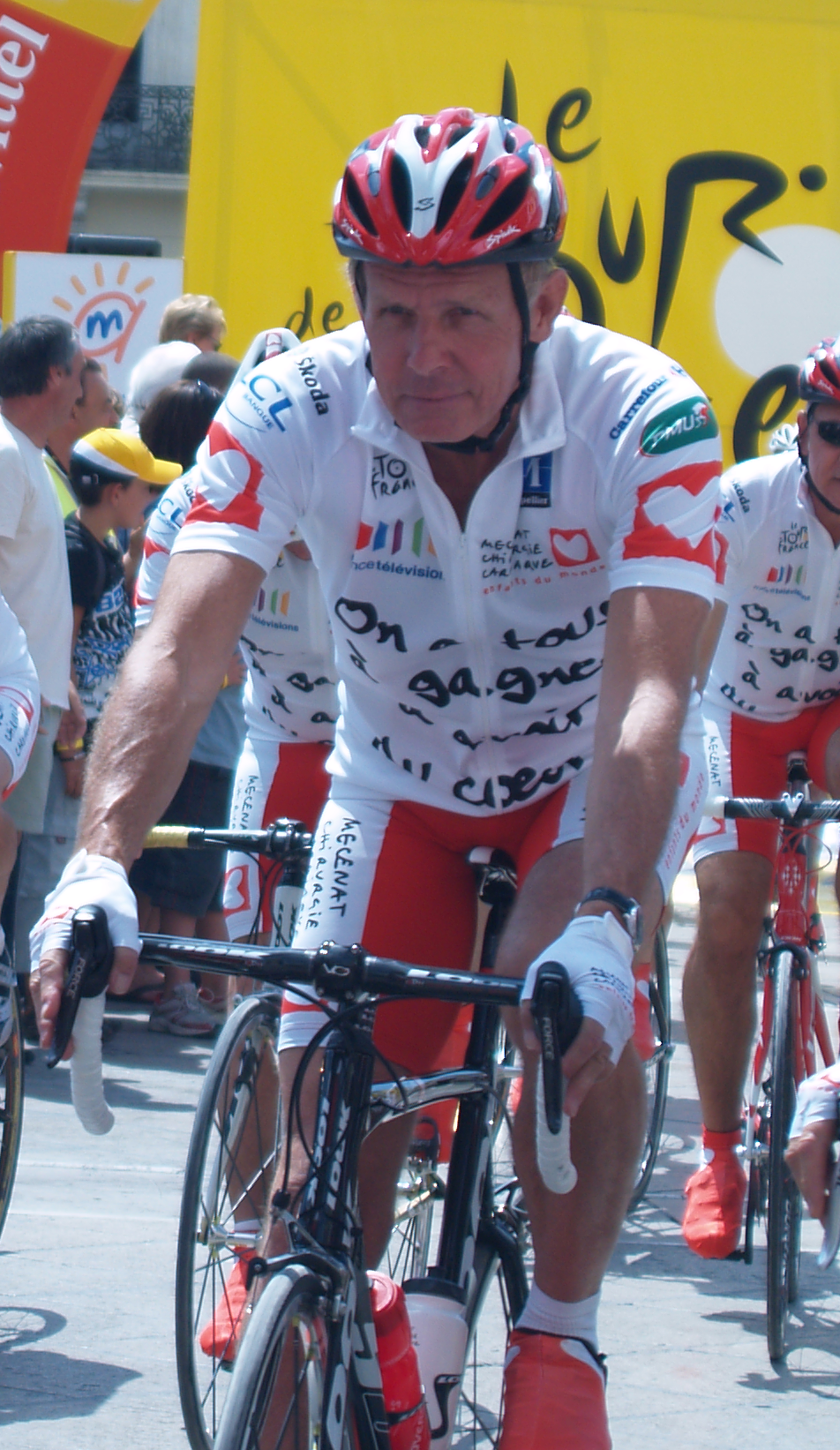
باتريك بوافر دارفور في سباق طواف فرنسا 2009

## روابط خارجية
- باتريك بوافر دارفور على موقع IMDb (الإنجليزية)
- باتريك بوافر دارفور على موقع روتن توميتوز (الإنجليزية)
- باتريك بوافر دارفور على موقع ألو سيني (الفرنسية)
- باتريك بوافر دارفور على موقع ميوزك برينز (الإنجليزية)
- باتريك بوافر دارفور على موقع أول موفي (الإنجليزية)
- باتريك بوافر دارفور على موقع قاعدة بيانات الأفلام السويدية (السويدية)
- باتريك بوافر دارفور على موقع قاعدة بيانات الفيلم (الإنجليزية)
- باتريك بوافر دارفور على موقع ليتربوكسد (الإنجليزية)
- باتريك بوافر دارفور على موقع كينوبويسك (الروسية)

## المراج
1. ↑  Internet Movie Database (بالإنجليزية), QID:Q37312
2. ↑  GeneaStar | Patrick Poivre D'arvor، QID:Q98769076
3. ↑  Babelio | Patrick Poivre d'Arvor (بالفرنسية), QID:Q2877812
4. ↑  Who's Who in France (بالفرنسية), Paris, ISSN:0083-9531, QID:Q5924723
5. ↑   https://www.lemonde.fr/archives/article/2000/11/16/le-prix-interallie-revient-a-l-irresolu-de-patrick-poivre-d-arvor_3631241_1819218.html. اطلع عليه بتاريخ 2025-01-23. {{استشهاد ويب}}: |url= بحاجة لعنوان (مساعدة) والوسيط |title= غير موجود أو فارغ (من ويكي بيانات) (مساعدة)
6. ↑  http://madame.lefigaro.fr/people/20050826.MAD0004.html%5Bوصلة+مكسورة%5D